# Дайканъяма
Дайканъяма (яп. 代官山町 Дайканъяма-тё:) — токийский квартал, расположен в специальном районе Минато.

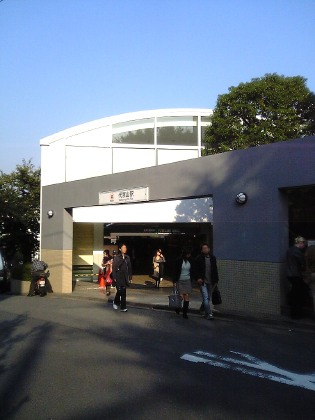

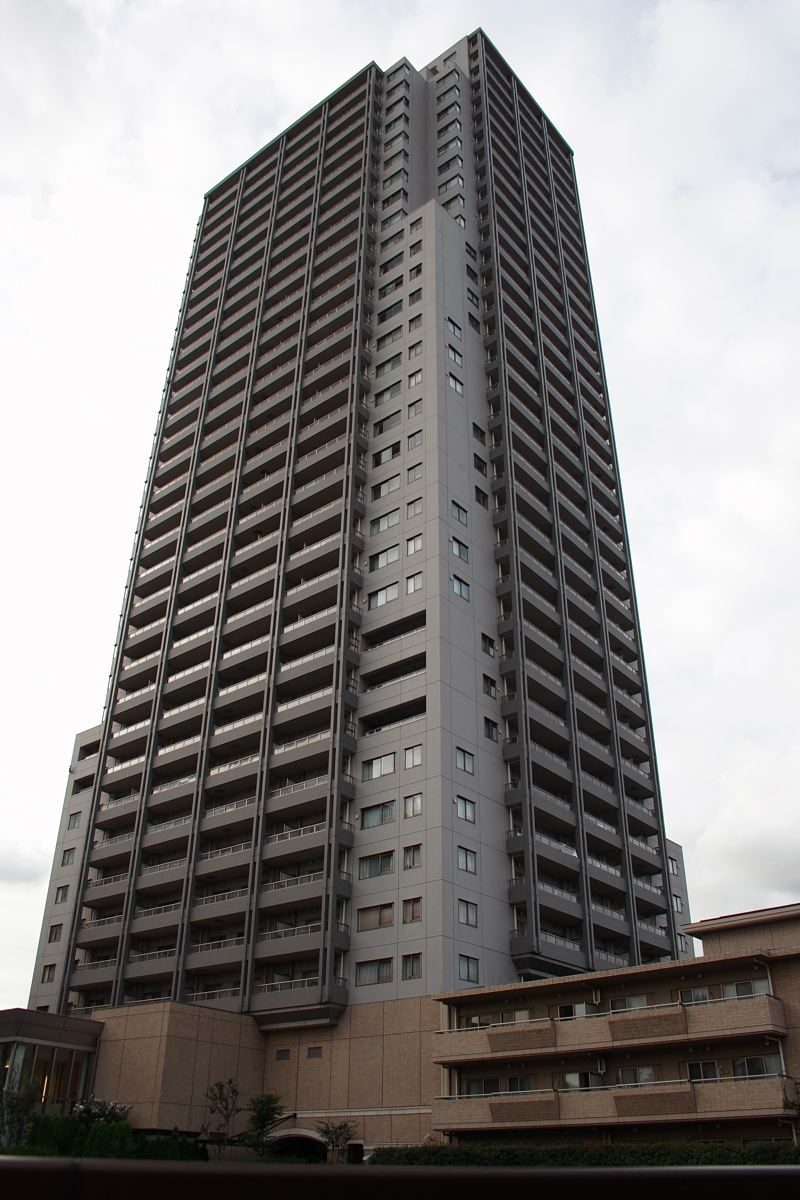

Почтовый индекс Дайканъяма: 150-0034.

## География
Квартал содержит роскошные бутики и элитные кондитерские. Во многих отношениях у кварталов Аояма, Омотэсандо и Дайканъяма есть общие черты: они находятся в центре Токио, имеют небольшие торговые центры и рестораны.

## Галерея

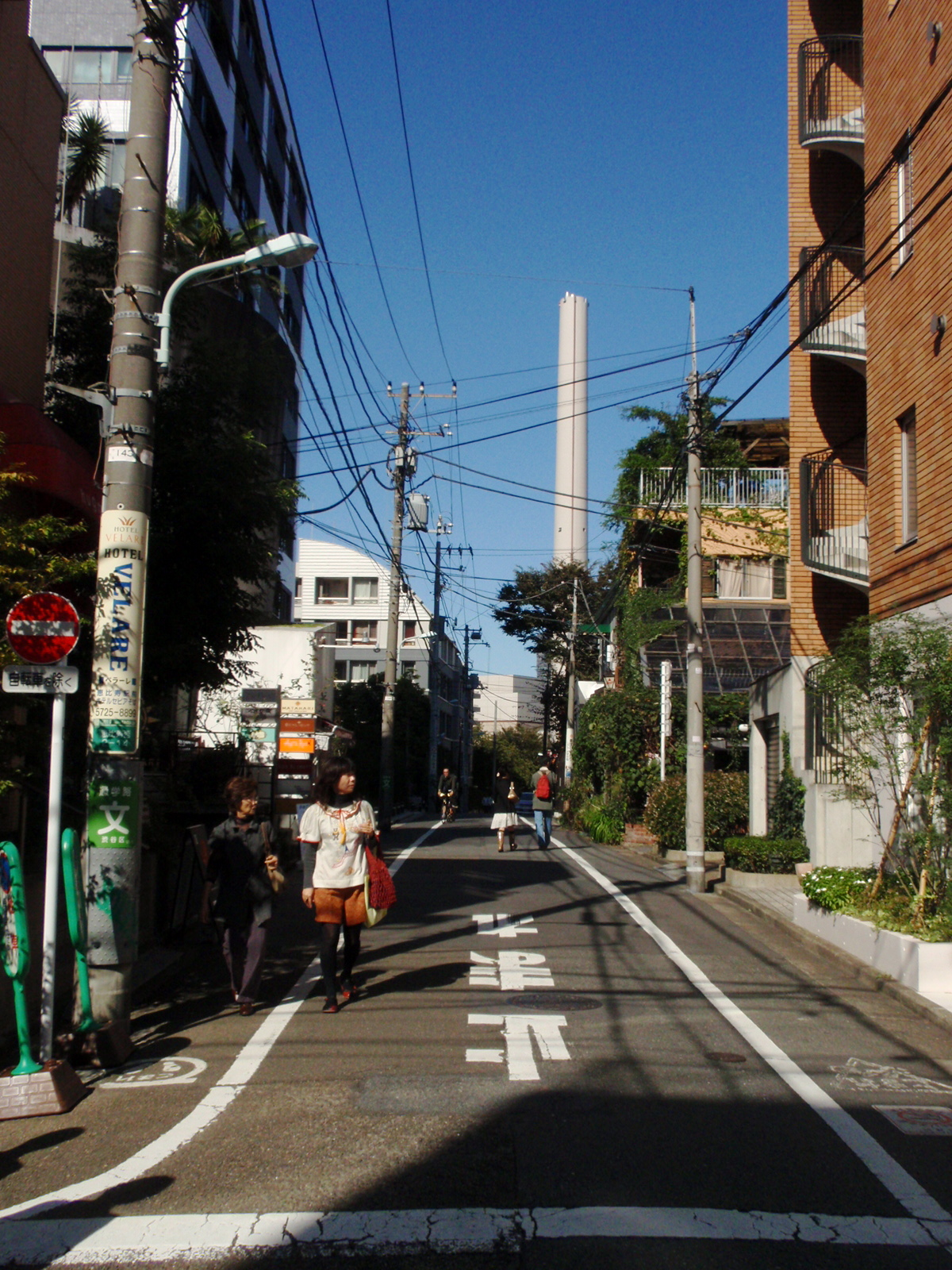
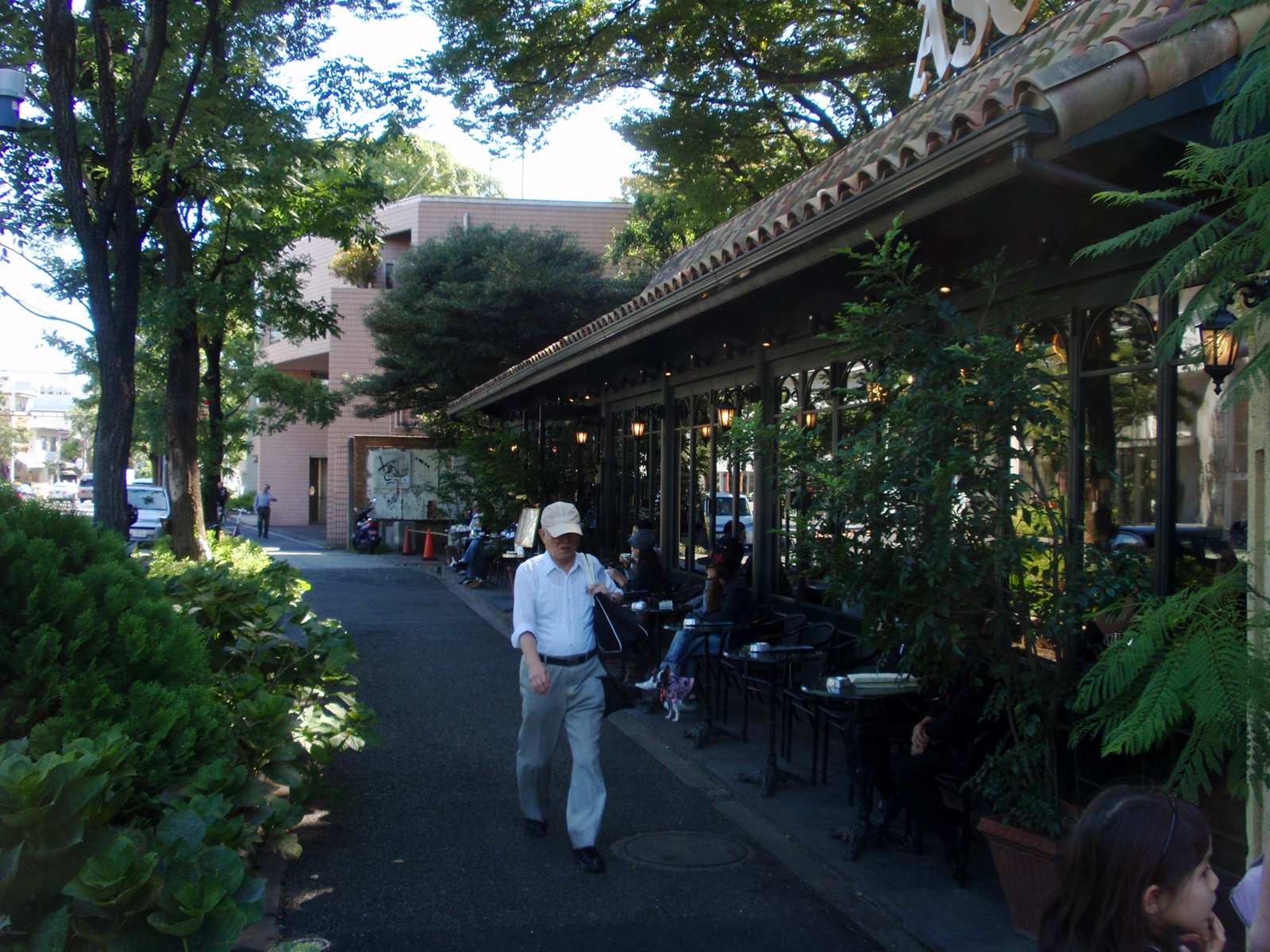
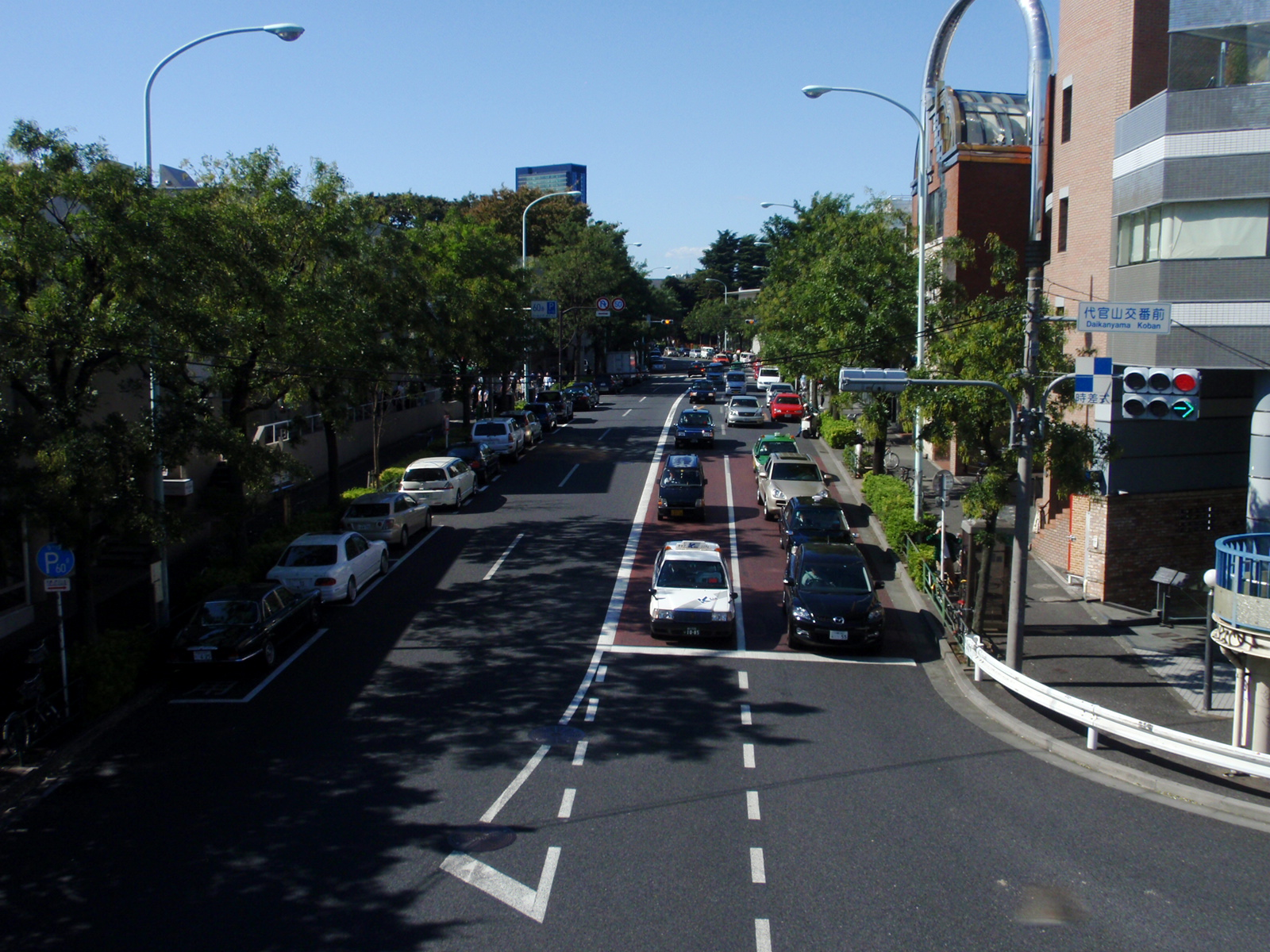
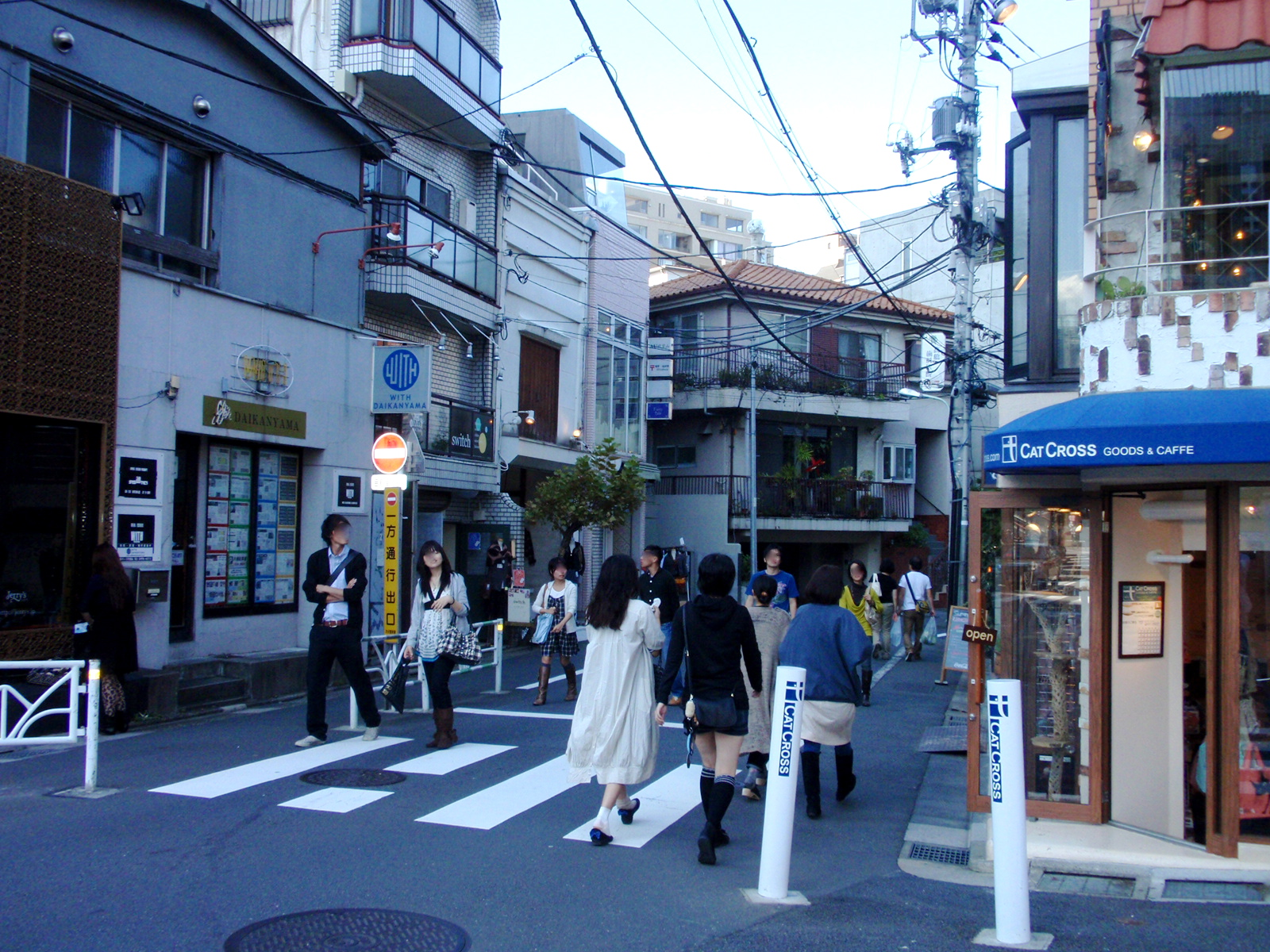

## Станции
- Дайкан-Яма